# هارولد سكوت ماكدونالد كوكستر
هارولد سكوت ماكدونالد كوكستر (بالإنجليزية: Harold Scott MacDonald Coxeter)‏ (9 فبراير 1907، لندن - 31 مارس 2003، تورونتو)، ولد في انكلترا، وقضى معظم نشاطاته في كندا، يعتبر واحدا من أعظم علماء الهندسة في القرن العشرين. كان يسمى أيضا دونالد كوكستر.
معروف بعمله عن متعددات الأكناف المنتظمة، وعن الهندسة بأكثر من 3 أبعاد، ونظرية الزمر، ونشر عنها 12 كتابا.
في 1954 التقى ماوريتس كورنيليس إيشر الذي في بعض أعماله استلهم عن بحوث كوكستر عن الأشكال الهندسية. واستوحى أيضا بعض الأعمال المبتكرة لبُكمنستر فولر.

## روابط خارجية
- سكوت ماكدونالد كوكستر على موقع الموسوعة البريطانية (الإنجليزية)